# Ніколаус Йозеф фон Жакен
Ніколаус Йозеф фон Жакен (1727—1817) — австрійський ботанік, хімік та металург.

## Біографія
Ніколаус Йозеф фон Жакен народився у Лейдені в Нідерландах; вивчав медицину в Лейденському університеті, але пізніше переїхав до Парижа, а потім у Відень.
Займався медичною практикою у Відні, у 1754–1759 роках за дорученням імператора Франца I здійснив велику подорож по Америці (особливо Вест-Індії), для того щоб придбати нові рослини для імператорських садів.
Повернувшись, став професором хімії та ботаніки спочатку у Банська Штявниця, а згодом у Відні, де був також директором Академічного, а пізніше Шенбруннського садів.
Іноземний почесний член Російської академії наук з 11 вересня 1780 року.
У 1783 році він був обраний іноземним членом Шведської королівської академії наук. У 1806 році став бароном.
Його син, Йозеф Франц фон Жакен у 1797 році став його наступником як керівник Ботанічного саду у Відні.

## Почесті
Роди рослин Jacquinia (Theophrastaceae) та Jacquiniella (Orchidaceae) названі на його честь.
У 2011 році Монетний двір Австрії випустив срібні монети на честь наукових експедицій Ніколауса Йозефа фон Жакена у Карибському басейні.

## Наукові праці
- Enumeratio systematica plantarum [Архівовано 11 серпня 2020 у Wayback Machine.] (1760),  [Архівовано 14 липня 2014 у Wayback Machine.]
- Enumeratio Stirpium Plerarumque [Архівовано 1 січня 2014 у Wayback Machine.] (1762)
- Selectarum Stirpium Americanarum [Архівовано 27 червня 2020 у Wayback Machine.] (1763),  [Архівовано 3 листопада 2013 у Wayback Machine.]
- Observationum Botanicarum (part 1 [Архівовано 5 травня 2010 у Wayback Machine.] 1764, part 2 [Архівовано 5 травня 2010 у Wayback Machine.] 1767, part 3 [Архівовано 5 травня 2010 у Wayback Machine.] 1768, part 4 [Архівовано 5 травня 2010 у Wayback Machine.] 1771)
- Hortus Botanicus Vindobonensis [Архівовано 29 червня 2020 у Wayback Machine.] (3 томи, 1770—1776),  [Архівовано 14 липня 2014 у Wayback Machine.]
- Florae Austriacae [Архівовано 27 червня 2020 у Wayback Machine.] (5 томів, 1773—1778),  [Архівовано 14 липня 2014 у Wayback Machine.]
- Icones Plantarum Rariorum [Архівовано 29 червня 2020 у Wayback Machine.] (3 томи, 1781—1793),  [Архівовано 18 липня 2014 у Wayback Machine.]
- Plantarum Rariorum Horti Caesarei Schoenbrunnensis [Архівовано 29 червня 2020 у Wayback Machine.] (4 томи, 1797—1804),  [Архівовано 14 липня 2014 у Wayback Machine.]
- Fragmenta Botanica 1804—1809 [Архівовано 29 червня 2020 у Wayback Machine.] (1809),  [Архівовано 14 липня 2014 у Wayback Machine.]
- Nicolai Josephi Jacquin collectaneorum supplementum … [Архівовано 18 липня 2014 у Wayback Machine.]
- Oxalis: Monographia iconibus illustrata [Архівовано 14 липня 2014 у Wayback Machine.]
- Dreyhundert auserlesene amerikanische Gewächse nach linneischer Ordnung [Архівовано 14 липня 2014 у Wayback Machine.] (with Zorn, Johannes)
- Nikolaus Joseph Edlen von Jacquin's Anfangsgründe der medicinisch-practischen Chymie: zum Gebrauche seiner Vorlesungen . Wappler, Wien 1783 Digital edition by the University and State Library Düsseldorf
- Nikolaus Joseph Edlen von Jacquin's Anfangsgründe der medicinisch-practischen Chymie: zum Gebrauche seiner Vorlesungen . Wappler, Wien 2. Aufl. 1785 Digital edition by the University and State Library Düsseldorf